# 西英格兰皇家学院
西英格兰皇家学院（Royal West of England Academy）是英格兰布里斯托尔最古老的艺术画廊，也是英国历史最悠久的地区画廊和艺术学校之一。它位于该市的克利夫顿区，靠近皇后路和怀特拉迪斯路的交界处。拥有5个画廊和一个展厅，展示历史和当代最好的英国艺术。

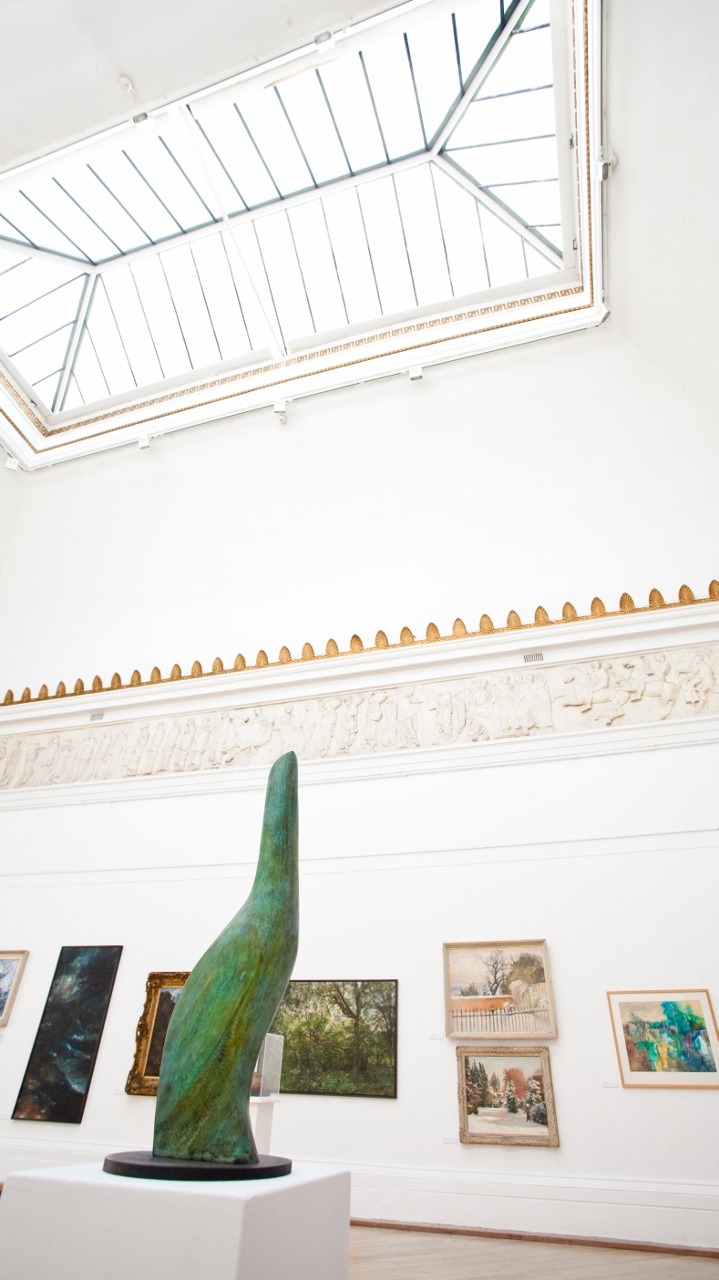

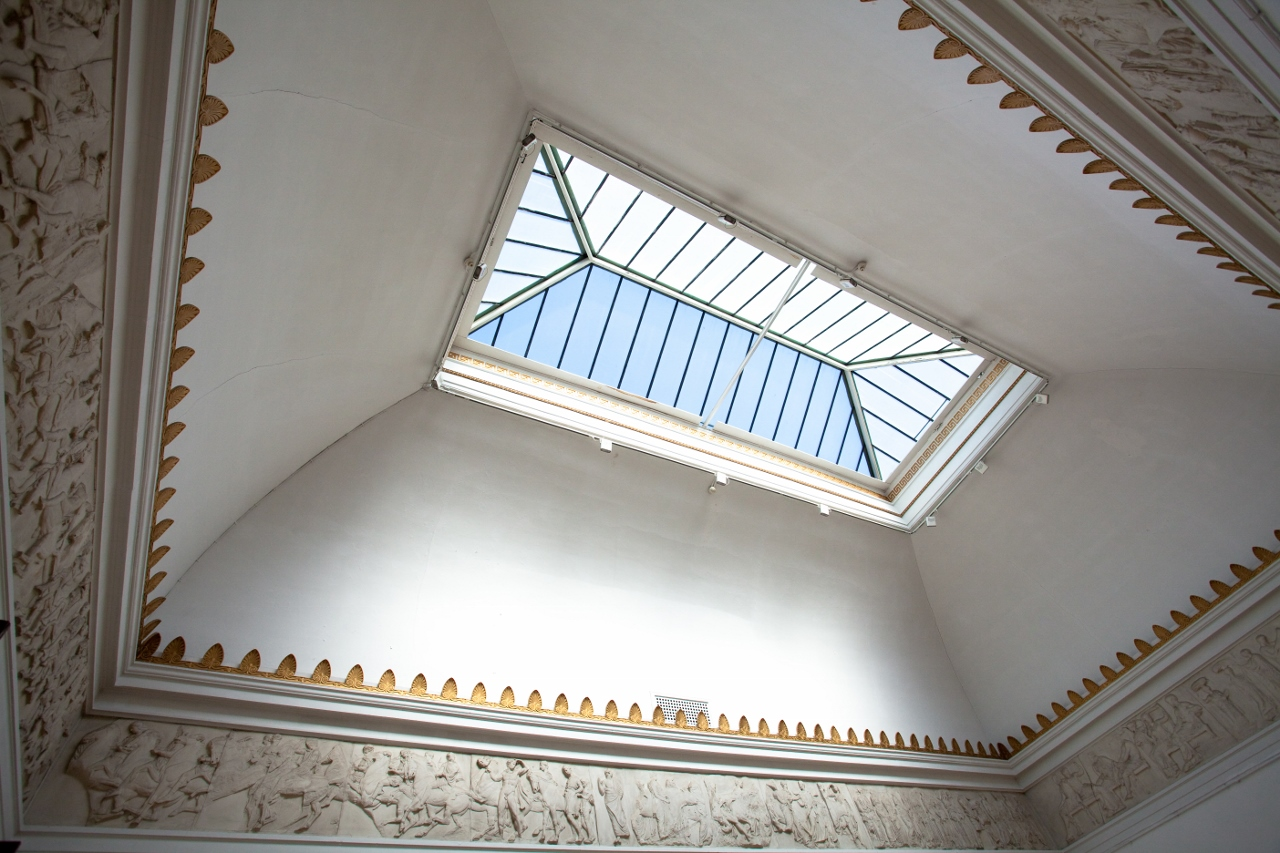

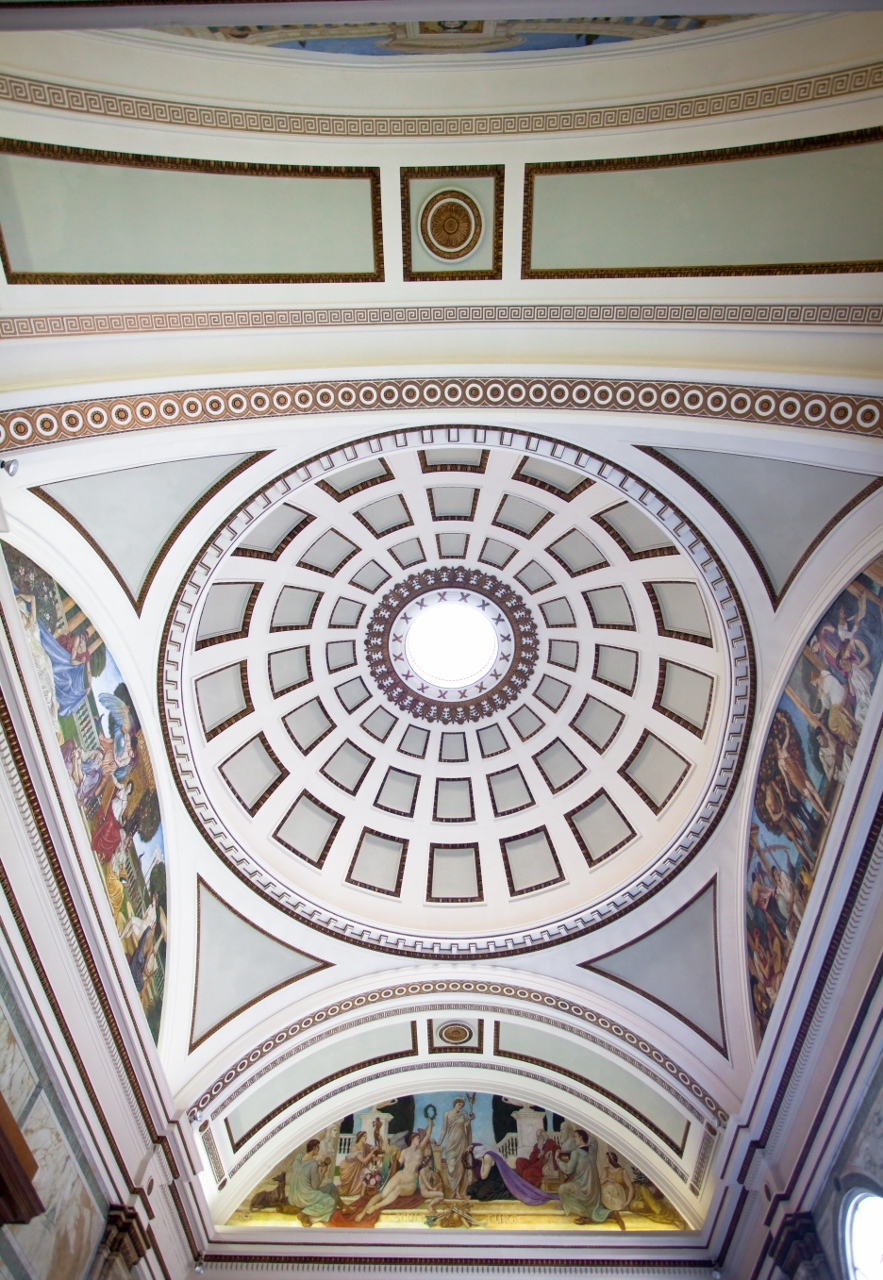

该建筑于1977年3月4日列为II*级登录建筑，建于1857年，于1858年开业。